# Smile (1975)
Smile (bra: Sorria) é um filme de comédia dramática satírica estadunidense de 1975 dirigido por Michael Ritchie com roteiro de Jerry Belson sobre um concurso de beleza em Santa Rosa, Califórnia.
É estrelado por Bruce Dern e Barbara Feldon e apresentou várias jovens atrizes que mais tarde passaram a papéis maiores, como Melanie Griffith. O filme satiriza a pequena cidade americana e suas peculiaridades, hipocrisias e artifícios dentro e ao redor do concurso.
O filme foi posteriormente adaptado em um musical da Broadway de 1986 com canções de Marvin Hamlisch e Howard Ashman.

## Sinopse
Big Bob Freelander é um negociante de carros usados e o juiz principal do Young American Miss Pageant realizado em Santa Rosa, Califórnia. Brenda DiCarlo é a diretora executiva do concurso, e seu marido Andy é um alcoólatra ressentido. Andy está insatisfeito porque está prestes a se tornar um galo exausto envelhecendo no capítulo local de Jaycee, o que exige um ritual humilhante. Little Bob, filho de Big Bob, conspira com seus amigos para fotografar os competidores em vários estados de nudez.
Wilson Shears, o produtor do concurso, entra em conflito com Tommy French, um coreógrafo trazido de Hollywood, que é cínico e contundente.
Andy se recusa a ir junto com a cerimônia de indução, que envolve beijar o traseiro de uma galinha morta. Brenda o descobre em casa, aparentemente prestes a cometer suicídio com uma arma. Ela tenta convencê-lo a desistir, e ele decide que ela é o verdadeiro problema e atira nela, ferindo-a. Ele está preso, mas ela se recusa a prestar queixa e Andy é liberado. Big Bob tenta convencê-lo a não se mudar da cidade.
O show fica mais caro do que o previsto, e Shears pressiona French para remover uma rampa, porque está ocupando assentos. Isso resulta em uma lesão para um competidor, e French concorda em restabelecer a rampa e compensar a diferença de sua taxa.
O concurso termina com sucesso, embora os concorrentes que foram o foco da atenção do filme não ganhem.

## Elenco
- Bruce Dern como Big Bob Freelander
- Barbara Feldon como Brenda DiCarlo
- Michael Kidd como Tommy French
- Geoffrey Lewis como Wilson Shears
- Eric Shea como Pequeno Bob
- Nicholas Pryor como Andy
- Titos Vandis como Emile
- Paul Benedict como Orren Brooks
- William Traylor como Ray Brandy
- Dennis Dugan como Logan
- Kate Sarchet como Judy – Jovem Miss Estadunidense de Modesto
- Joan Prather como Robin – Jovem Miss Estadunidense de Valley
- Denise Nickerson como Shirley – Jovem Miss Estadunidense de San Diego
- Melanie Griffith como Karen – Jovem Miss Estadunidense de Simi Valley
- Annette O'Toole como Doria – Jovem Miss Estadunidense de Anaheim
- Maria O'Brien como Maria – Jovem Miss Estadunidense de Salinas
- Colleen Camp como Connie – Jovem Miss Estadunidense de Imperial Valley
- Carol Ann Williams como Helga – Jovem Miss Estadunidense de Vacaville
- Shawn Christianson como Jovem Miss Estadunidense de Fountain Valley/A Vencedora

## Produção
Smile foi filmado em locações dentro e ao redor de Santa Rosa, com o concurso realizado no Veteran's Memorial Auditorium.

## Recepção
Smile foi bem recebido no lançamento, com elogios pelo humor, sátira e performances. Vincent Canby, do The New York Times, chamou o filme de “surpresa pungente, uma sátira divertida que perde alguns dos alvos óbvios, mas sem desumanizar as vítimas. É um tipo especialmente americano de comédia social no sentido em que o bom humor às vezes é usado para revelar fatos desagradáveis em vez de enterrá-los.” Roger Ebert, do The Chicago Sun-Times, deu ao filme três de quatro estrelas, dizendo que, embora “Ritchie tenha tantos alvos que ele erra alguns e nunca volta para os outros”, o filme ainda “faz um bom trabalho ao trabalhar a hipocrisia e o sexismo de um típico concurso de beleza.” John Simon descreveu Smile como “engraçado, sóbrio e forte”.
Em 2014, o IndieWire listou Smile como um dos “dez grandes filmes esquecidos da década de 1970”. Indiewire disse que o filme foi “esquecido mesmo dentro do cânone de Ritchie: uma sátira gentil, ocasionalmente cáustica, mas principalmente quente”. O Indiewire chamou as performances de “uniformemente de alto nível” e disse que “os filmes subsequentes de concursos de beleza como Drop Dead Gorgeous e Little Miss Sunshine tendem a parecer imitações pálidas ao lado disso”.
No Rotten Tomatoes, o filme tem um índice de aprovação de 100% com base nas avaliações de 17 críticos, com uma classificação média de 7,80/10.